# هنرييت براون
هنرييت براون (بالفرنسية: Henriette Browne)‏ هي رسامة فرنسية، ولدت في 16 يونيو 1829 في باريس في فرنسا، وتوفي بنفس المكان في 14 مارس 1901.